# MACS J0417.5-1154
MACS J0417.5-1154 est un amas de galaxies située à, selon les valeurs de décalage vers le rouge, 606 millions d'années-lumière de la Terre, dans la constellation de l'Éridan. Il contiendrait l'un des trous noirs les plus massifs de l'Univers qui produirait l'un des noyaux de galaxies les plus actifs jamais découverts.

## Galaxie central
MACS J0417.5-1154 abrite une galaxie elliptique géante très massive nommée MACS J0417.5-1154 BCG ou PGC 960232 en son cœur, elle est l'astre le plus lumineux de l'amas avec une magnitude apparente de 17.88. La galaxie produit une triple lentille gravitationnelle dont la plus puissante est surnommée "The Doughnut" (littéralement "Le Doughnut" en français), la triple lentille Doughnut est produite par la distorsion d'une distante galaxie à anneaux (distance estimée à ~1.2 milliard d'al), distorsion produite par la masse de la galaxie, créant un anneau d’Einstein autour de cette dernière. Une autre lentille sera détectée grâce à sa forte raie d'émission OII, l'objet distordu serait un quasar particulièrement actif (quasar nommé VV2006 J041734.9-115433) situé vers le centre de la galaxie,. La distance et la taille angulaire de la galaxie géante montrent qu'elle mesure ~200 Kpc (~652 000 al), la lentille quant à elle, permet de mesurer la masse de la galaxie géante grâce à la puissance de la lentille, la lentille serait produite par une masse de 1014 M☉, la faisant s'étendre sur 0.22 ± 0.01 arcminute. Les scientifiques pensent que la plupart de la masse de la lentille serait due à un halo de matière noire, mesurant 0.5 ± 0.5 arcminute. Le télescope spatial Chandra détectera une grande émission X, due en partie au quasar central VV2006 J041734.9-115433 et à une très grande formation d'étoiles, les raies d'absorption montrent aussi que les régions de formation d'étoiles sont entourées de grandes quantités de gaz très froid. Les observations radio en hautes fréquences ont montré que la galaxie elliptique géante est entourée d'un halo dont l'émission radio est très variable.

## Galerie

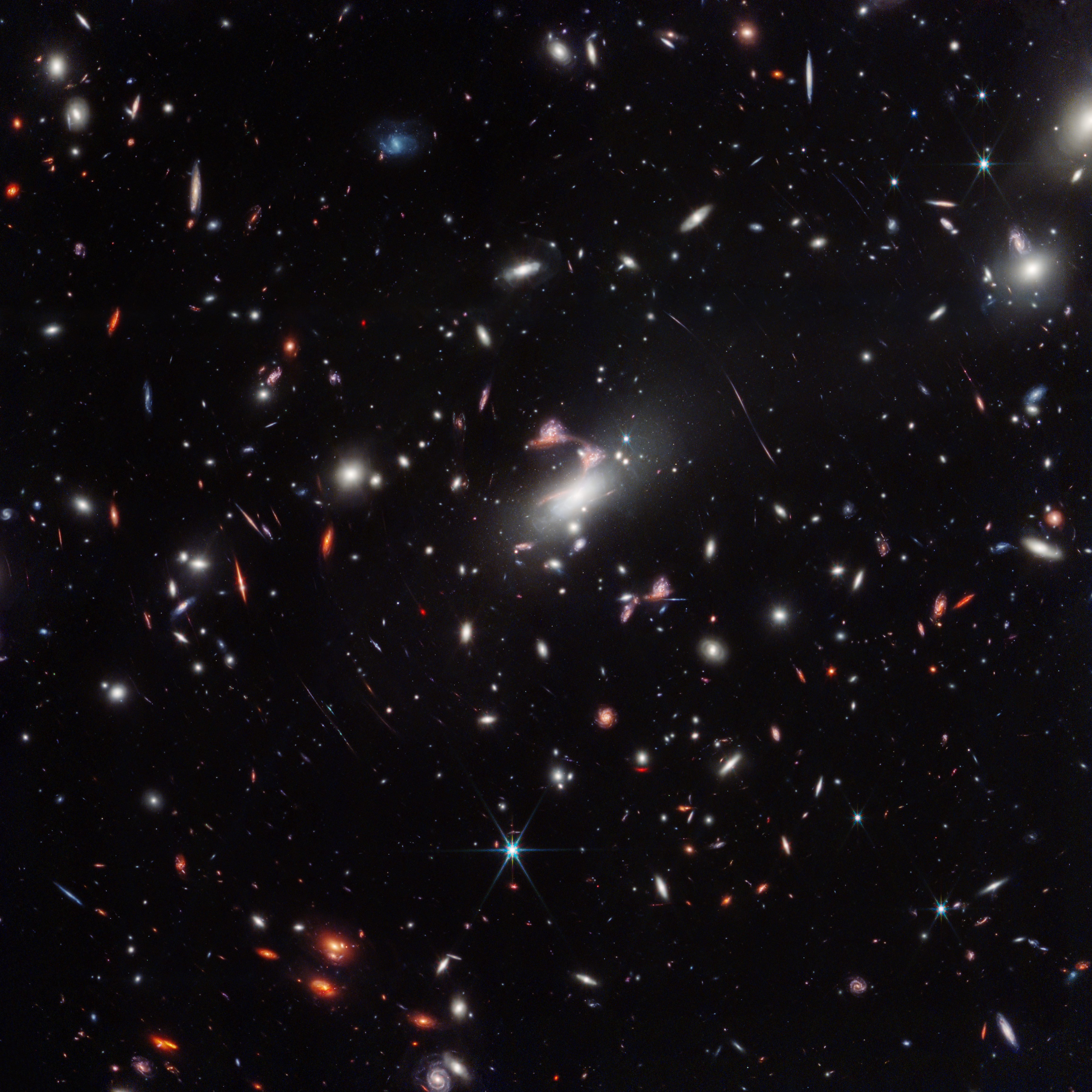
Dans cette image prise par le télescope spatial James Webb, on observe au centre un point d'interrogation en rouge. Car, la masse de MACS J0417.5-1154 est tellement immense qu'avec son puissant effet de lentille gravitationnelle, il est possible de voir des galaxies à l'arrière de cet objet, en forme de point d'interrogation.
N.B. Cette image est un indice important pour la théorie de la lentille gravitationnelle, prédite par Albert Einstein. Si ce phénomène est de nos jour souvent observé dans l'univers, ce qui crée l'effet est normalement invisible. Avec cette image en infrarouge, les scientifiques ont pu constater que l'objet supermassif MACS J0417.5-1154 est exactement l'origine de la lentille gravitationnelle d'Einstein. Sa théorie a été visiblement confirmée.